# 大邱中学生自殺事件
大邱中学生自殺事件（テグちゅうがくせいじさつじけん）は、2011年12月20日、大韓民国大邱広域市寿城区にある徳元中学校の2年生がいじめを苦に自宅マンションから飛び降り自殺した事件である。大邱中学生集団嫌がらせ自殺事件とも。暴行や恐喝などを行った加害者の同級生2名は、それぞれ2年6カ月〜3年、2年〜2年6カ月の実刑となった。

## 事件の概要
2011年3月から同年12月まで、男子生徒Kに対して同級生2名SとWが、水を張った洗面器に顔をつける等の暴行・恐喝を数百回行った。
SとKは同級生であり、2011年3月からゲーム『メイプルストーリー』を始めた。SがKにゲームキャラクターの育成を頼みアカウントを教え、Kは断れずSのアカウントを育てていた。あるとき、Kのアカウントがハッキングされアイテムを失い、SはKに強制的にゲームをやらせ、蹴る殴るの暴行をするようになった。商品券や現金など総額数十万ウォンを盗んだり、Kに英語の宿題を書かせたり、冬には「ママに冬服を買ってもらって持ってこい」と恐喝しKの23万ウォンする高価なコートを盗んだ。
10月になると、Sのゲーム仲間のWも加わり、Kに対して暴力を振るうようになった。Sが「バン」と言えばWがKの太ももを蹴るという合言葉を決めていた。12月のある日には、2人は洗面台に水を張り、Kに頭を突っ込ませ、木の棒で太ももと尻を殴った。さらに、ラジオのコードでKの首を絞め、カッターナイフで手首を切り、スプーンで目を突いた。
SとW以外にも、Kに対して暴力等をふるった人物がいた。彼は、11月に、3000ウォンを奪ったり、ラーメン2個を奪ったり、英語の宿題をさせたりした。しかし、いじめた後にKに対して謝罪をして仲良くしており、自殺時に書かれた遺書には「親切にしてくれた友達」として書かれていた。
2011年12月20日、暴行などの被害を受けていた男子生徒Kは、自宅マンションの7階から飛び降りて自殺。遺書には、自殺の3ヶ月前から300件もの暴力・脅迫を受けていたこと、報復が怖くて助けを求めるのが怖かったこと、親切にしてくれたクラスメイト12人のこと、などの記載があった。
学校法人・徳元学園の理事会は、校長の職を解くことを決定した。また、大邱市教育監の禹東琪(ウ・ドンギ)は、記者会見を開き公式に謝罪した。
厳罰を求める署名運動が韓国国内のインターネット上で行われ、ダウムの掲示板「アゴラ」で行われた署名運動は12月23日から26日までの間で参加者数が約1万4千人となった。

### 判決
1審の判決では、加害者の少年2名SとWに、それぞれ2年6カ月〜3年6ヶ月、2年〜3年となった。2審では、6ヶ月短縮され、2年6カ月〜3年、2年〜2年6カ月となった。2012年6月28日、最高裁は上告を棄却し、2審の実刑の判決がそのまま確定した。最高裁では、いじめるにあたって綿密な分担体制を敷き、発覚を恐れて証拠隠滅を図っており、計画的な犯行であることが立証され、校内暴力への厳罰を求める世論の高まりを踏まえて原判決を維持する、とした。
学校法人、校長、副校長、担任、加害者の保護者は、本件に関して損害賠償の支払いを命じられた。

### 社会的影響
当事件は「パン・シャトル（빵셔틀）」と俗に言われる「強制的使い走り」などが含まれる事件であり、2012年の「学校暴力予防および対策に関する法律」の改正に影響を与え、「強制的使い走り」や「サイバー仲間外れ」の定義が新たに盛り込まれる契機となった。また、学校暴力対策として、学校で年2回の校内暴力予防教育が必ず行われるよう制度化され、全国規模の実態調査の実施、SPO（学校専任警察官）の配置、加害記録の生活記録簿への記載などにつながり、さらに未成年者へのゲーム規制強化にもつながった。

## その他
およそ半年後の2012年6月2日、大邱寿城区で高校1年生が同級生からのいじめを理由に飛び降り自殺。亡くなる直前にカカオトークで自身が加入しているサッカークラブの仲間たちに「命を絶つかもしれない」と伝えた。常習的にいじめられていたという旨のメッセージを周辺の人々に残したあと、アパート15階から飛び降りて命を絶った。加害者は、2010年12月から2012年6月までの間に、サッカーなどをする際に自分の言うことを聞かないといった理由で、計18回にわたり暴行し、サッカー用グローブなどのサッカー用品を奪った疑いがあり、大邱地裁は2年から2年6ヶ月の実刑をくだした。大邱地裁の未成年に対して下した2件目の実刑判決となった。